# Loretto, Minnesota
Loretto är en ort i Hennepin County i Minnesota. Vid 2010 års folkräkning hade Loretto 650 invånare.